# Ratpenat de ferradura de Java
El ratpenat de ferradura de Java (Rhinolophus canuti) és una espècie de ratpenat de la família dels rinolòfids. Viu a Indonèsia. El seu hàbitat natural són en coves i boscos intactes, encara que a vegades s'alimenten en paisatges cultivats. No hi ha cap amenaça significativa per a la supervivència d'aquesta espècie, tot i que està afectada per la pertorbació humana.